# Allium tuberosum

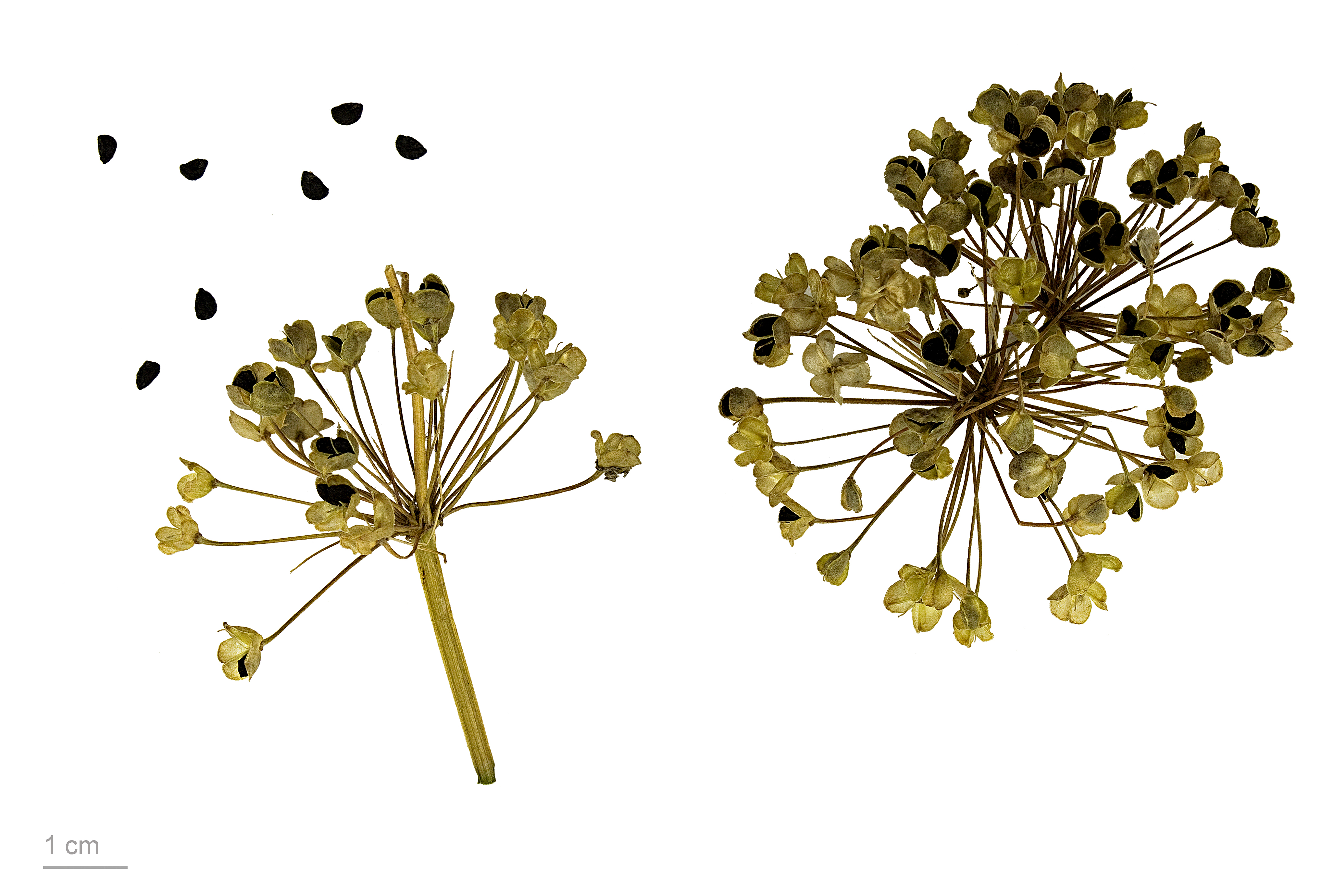
Allium tuberosum

Allium tuberosum (Rottl. ex Sprengel), detto aglio cinese  o erba cipollina cinese in alcune zone dell'Italia, è una pianta bulbosa perenne della famiglia delle Amaryllidaceae.

## Distribuzione e habitat
La pianta, originaria della Cina e dell'India, è oggi coltivata come ortaggio in tutta l'Asia e in Europa.
È una pianta infestante che produce numerosi e minuscoli semi neri; in Australia è stata inserita nell'elenco delle specie invasive. È difficile da estirpare perché produce molti bulbilli nell'apparato radicale.
Cresce in zone incolte e prative.

## Usi
Le foglie sono apprezzate per le loro proprietà stimolanti e depurative.